# Pierre Lallemant de l'Estrée
Pour les articles homonymes, voir Lallement et Lallemant.
 (août 2014).
Si vous disposez d'ouvrages ou d'articles de référence ou si vous connaissez des sites web de qualité traitant du thème abordé ici, merci de compléter l'article en donnant les références utiles à sa vérifiabilité et en les liant à la section « Notes et références ».
Pierre Lallemant de l'Estrée (1622-1708), chevalier, conseiller du roi, bailli de Châlons-sur-Marne, fut commissaire de la réformation des forêts lors de la Grande réformation des forêts royales sous Colbert (1661-1680).

## Biographie
Bailli de Châlons-sur-Marne, il fut commissaire de la réformation des forêts lors de la Grande réformation des forêts royales sous Colbert. Il fut nommé par lettres patentes du 4 septembre 1669 commissaire pour la réformation générale des eaux et forêts du duché de Valois.
Il appartenait à une famille de Champagne, maintenue noble en 1670 sur preuves remontées à 1511, qui comparait à Chalons-sur-Marne en 1789
Ses armes sont : « de sable au chevron d'or, accompagné de trois étoiles du même, celle de la pointe surmontée d'un besant de même ».